# Камарьотиса
Камарьотиса (греч. Καμαριώτισσα от καμάρα — «свод, арка») — малый город в Греции, крупнейший город и главный порт острова Самотраки в северной части Эгейского моря. Административно относится к общине Самотраки в периферийной единице Эврос в периферии Восточная Македония и Фракия. Расположен у западной оконечности острова, мыса Макриврахос (Акротири), у подножья горы Фенгари к западу от административного центра острова, города Самотраки, на восточном берегу бухты Камарьотиса. Население 1069 человек по переписи 2011 года. Связан паромным сообщением с Александруполисом и портом Кавала.
Прежде главным портом острова был Палеополис, расположенный примерно в 6 км к северо-востоку.

## Население
| Год  | Население, человек |
| ---- | ------------------ |
| 1991 | 777                |
| 2001 | 940                |
| 2011 | ↗ 1069             |